# Зенін Юрій Леонідович
Юрій Леонідович Зенін (нар. 15 серпня 1967) — білоруський футболіст, півзахисник.

## Життєпис
Футбольну кар'єру розпочав у 1991 році в складі клубу «Полісся» (Мозир), яке в той час виступало в чемпіонаті Білоруської РСР. У 1992 році разом з командою дебютував у першому розіграші Другої ліги білоруського чемпіонату. За підсумками сезону команда за допомогою Юрія здобула путівку до Першої ліги. У складі мозирського колективу виступав до 1994 року. Того ж року провів 1 поєдинок у вищоліговому, а в 1995 році перебрався до солігорського «Шахтаря».
Транзитом через «Полісся» (Козенки) в 1995 році опинився в складі луганської «Зорі-МАЛСу». Дебютував у футболці луганчан 22 вересня 1995 року в переможному (1:0) домашньому поєдинку 11-го туру Прем'єр-ліги проти криворізького «Кривбасу». Зенін вийшов на поле в стартовому складі, а на 80-й хвилині його замінив Віталій Старовик. У складі Зорі зіграв 3 матчі в чемпіонаті України. У 1996 році захищав кольори «Хіміка» (Свєтлогорськ), а наступного року — «Трансмашу» (Могильов). З 1997 року виступав у «Поліссі» (Козенки). У 2000 році підсилив друголіговий клуб «Вертикаль» (Калинковичі), у футболці якого 2004 року й завершив кар'єру футболіста.